# Veleno (Fleshgod Apocalypse)
Veleno è il quinto album del gruppo musicale technical death metal Symphonic metal italiano Fleshgod Apocalypse, pubblicato il 24 maggio 2019. Il disco è stato registrato a Roma presso i Bloom Recording Studio e i Kick Studio con il produttore Marco Mastrobuono. Le parti orchestrali sono state registrate ai Musica Teclas Studio di Perugia; mixaggio e mastering sono stati curati da Jacob Hansen e la copertina del disco è stata realizzata da Travis Smith.

## Tracce
1. Fury – 4:38
2. Carnivorous Lamb – 4:39
3. Sugar – 4:17
4. The Praying Mantis' Strategy – 1:04
5. Monnalisa – 5:24
6. Worship and Forget – 4:32
7. Absinthe – 6:09
8. Pissing on the Score – 4:30
9. The Day We'll Be Gone – 5:58
10. Embrace the Oblivion – 7:49
11. Veleno – 2:42

## Formazione
- Francesco Paoli – voce, chitarra, batteria
- Paolo Rossi – basso, voce
- Francesco Ferrini – pianoforte, orchestrazioni
- Fabio Bartoletti - chitarra
- Veronica Bordacchini - voce soprano